# Пођо (Кјети)
Пођо (итал. Poggio) је насеље у Италији у округу Кјети, региону Абруцо.
Према процени из 2011. у насељу је живело 62 становника. Насеље се налази на надморској висини од 331 м.